# Rhoptromyrmex
Rhoptromyrmex is een geslacht van mieren uit de onderfamilie van de Myrmicinae (Knoopmieren).

## Soorten
- R. caritus Bolton, 1986
- R. critchleyi Bolton, 1976
- R. globulinodis Mayr, 1901
- R. mayri Forel, 1912
- R. melleus (Emery, 1897)
- R. opacus Emery, 1909
- R. rawlinsoni Taylor, 1992
- R. schmitzi (Forel, 1910)
- R. transversinodis Mayr, 1901
- R. wroughtonii Forel, 1902